# Оливьерина
Оливьери́на (лат. Lertha extensa) — вид сетчатокрылых насекомых из семейства нитекрылок (Nemopteridae).

## Описание

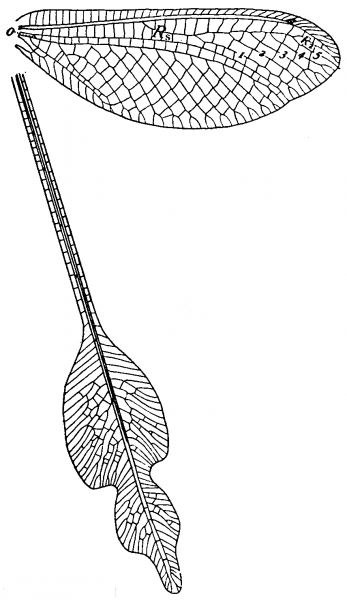
Жилкование крыльев

Длина тела взрослых насекомых составляет 12—15 мм. Передние крылья оливьерины, в отличие от нитекрылки закавказской, прозрачные (с радужными переливами), из-за чего сидящее насекомое может быть совершенно незаметно. Длинные лентовидные задние крылья достигают 38 мм в длину и несут на концах по два расширения с тёмно-коричневыми пятнами (что, в свою очередь отличает её от третьего закавказского вида нитекрылок — лерты Ледерера).

## Ареал и места обитания
Встречаются в странах азиатского Средиземноморья и некоторых районах Грузии, Армении и Азербайджана (Нахичеванская АР). На юге Закавказья населяет фригану.

## Охрана
Оливьерины были внесены в Красную книгу СССР как редкий вид, чей ареал заходит на территорию СССР лишь северным краем (категория III). В качестве мер по сохранению вида предлагалось создание заповедника или заказника в Нахичеванской АССР для охраны его естественных местообитаний.

## Таксономия
Вид впервые описал в 1811 французский энтомолог Гийом Оливье под названием Nemoptera extensa. В 1910 году в ходе ревизии, которую произвёл испанский энтомолог Лонгинос Навас, вид был выделен в монотипный подрод Olivierina (в составе рода Nemoptera); через два года исследователь вновь пересмотрел таксономию семейства нитекрылок и повысил Olivierina до рода. В более поздних работах название Olivierina было сведено в синонимы для рода Lertha.